# Скригнатка жовтогруда
Скригнатка жовтогруда (Passerina leclancherii) — вид горобцеподібних птахів родини кардиналових (Cardinalidae).

## Назва
Вид leclancherii названо на честь французького натураліста Шарля Рене Огюстена Лекланше (1804—1857), який здобув типовий зразок в Акапулько під час його подорожі на кораблі «Венера» між 1836 та 1839 роками.

## Поширення
Ендемік Мексики. Поширений на тихоокеанському схилі в горах Південна Сьєрра-Мадре, від Халіско до Оахаки, а також на півдні Теуантепецького перешийку і тихоокеанському схилі штату Чіапас. Мешкає в сухих або напівпосушливих тернових лісах, чагарникових широколистяних лісах та їх узліссях, а також зарослих лісових галявинах на висоті до 1200 метрів.
Вид був завезений на гавайський острів Оаху в 1941 році, але не прижився, і вимер до 1952 року.

## Опис
Дрібний птах, завдовжки близько 12 см. Самці мають переважно блакитне оперення на спинних частинах, із зеленою маківкою і зеленою плямою на спині. Черевні частини і маска яскраво-жовті, з помаранчевими грудьми. Самиці оливково-коричневі на спині і лимонно-жовті на нижній частині; очне кільце також жовте.

## Спосіб життя
Це осілий птах, який харчується комахами та насінням, які шукає на низьких гілках, на землі під чагарниками та на землі на відкритих просторах. Зазвичай під час годування він ніколи не відходить занадто далеко від укриття, будучи досить лякливим видом.

## Підвиди
- Passerina leclancherii leclancherii Lafresnaye, 1840[4] — номінальний підвид, поширений від південного Наяріта західного Чіапас.
- Passerina leclancherii grandior Griscom, 1934 — трапляється в штаті Оахака, значно більший за номінальну форму.[5]